# Pamolaan
Pamolaan is een bestuurslaag in het regentschap Sampang van de provincie Oost-Java, Indonesië. Pamolaan telt 5367 inwoners (volkstelling 2010).